# آناستازیا یرماکووا
آناستازیا نیکولایونا یرماکووا (به روسی: Анастасия Николаевна Ермакова) شناگر اهل روسیه در رشته شنای موزون است. وی در بین سال‌های ‎۲۰۰۴ تا ۲۰۰۸ میلادی در مسابقات بازی‌های المپیک تابستانی در مجموع ۴ مدال طلا را کسب کرد.